# 綿半フレッシュマーケット

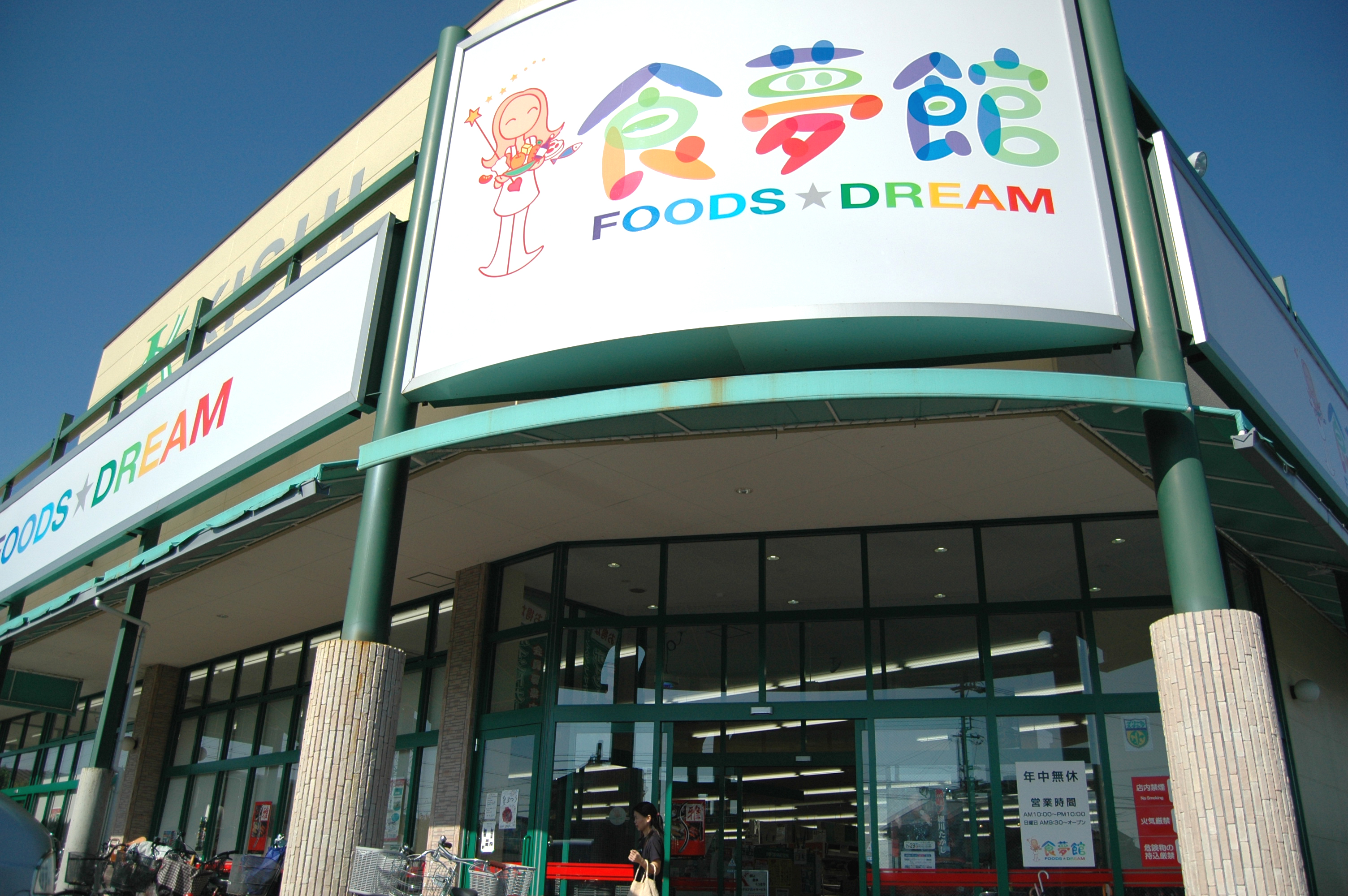
キシショッピングセンター浅井店の外観

株式会社綿半フレッシュマーケットは、愛知県内にスーパーマーケットを店舗展開する小売業者である。本部は本店の千秋店である。
かつては、食品小売りチェーンのスパーに加盟していた。以前の名称は「キシショッピングセンター」だった。

## 沿革
- 1950年（昭和25年） - 味噌・醤油の小売として創業[4]。
- 1967年（昭和42年） - 「有限会社岸商店」を設立[4]。
- 1974年（昭和49年）4月 - 現在地（本部）に移転すると共に、スーパー業界に参入1号店　スーパー「キシ千秋店」オープン[5][6]。
- 1978年（昭和53年）4月 - 「有限会社岸商店」から「株式会社キシショッピングセンター」に組織変更する。
- 1996年（平成8年）
  - 3月 - インターネットカフェ開店[7]。
  - 12月 - インターネット尾張事業開始[7]。
- 2015年（平成27年）12月 - 綿半ホールディングス株式会社の子会社となる[1]。
- 2017年（平成29年）1月 - 綿半フレッシュマーケットへ社名変更する。

## 店舗
- 千秋店(食夢館):一宮市千秋町佐野郷前10北緯35度17分56.6秒 東経136度51分22.8秒 / 北緯35.299056度 東経136.856333度
- 平島店、綿半魚類 一宮漁港(移転による2代目):一宮市平島1-7-1北緯35度17分11.8秒 東経136度50分7秒 / 北緯35.286611度 東経136.83528度
- 清須店:清須市清洲2704北緯35度12分14秒 東経136度50分35秒 / 北緯35.20389度 東経136.84306度
- 西成店(生鮮市場):一宮市西大海道字中山113北緯35度19分8秒 東経136度50分27.8秒 / 北緯35.31889度 東経136.841056度
- 浅井店(食夢館):一宮市浅井町大日比野如来堂173北緯35度20分18.6秒 東経136度49分14.2秒 / 北緯35.338500度 東経136.820611度

## かつて存在した店舗
- 伝法寺店 - 1992年閉店
- 起店、 綿半魚類 一宮漁港(初代)- 2022年3月に鮮魚に特化した店舗「綿半魚類 一宮漁港」としてリニューアルオープン[8]。